# 국민당 (태국)
국민당(國民黨, 태국어: พรรคชาติไทย)은 태국의 보수 정당이었다. 2007년 태국 총선에서 선거법을 위반했다는 이유로 2008년 12월 2일 태국 헌법 재판소에서 인민권력당, 중도주의당과 함께 해산되었다. 그 후 대부분의 국회의원들은 태국 국민당의 후계자가 된 태국국민발전당을 창당하였다.

## 재단 및 첫 선거 성공
국민당은 1974년 핀 춘하완 육군원수의 아들 찻차이 춘하완과 당시 그와 같은 소령이었던 처남 쁘라만 아디렉산, 시리 시리요틴이 창당했다. 이들 3명은 육군 원수 핀이 설립한 군사, 경제, 정치 이익 단체인 라자크루 씨족에 속해 있었다. 이 정당은 1973년부터 1976년까지 비교적 자유롭고 민주적인 시기에 태국 정치의 우익과 친군사 진영을 대표했다. 1976년 4월 선거운동 당시 당은 "좌파를 죽일 권리"를 요구했고, 당 의장 겸 부총리는 1976년 10월 6일 내각회의에서 학생운동을 파괴할 적기라고 선언했고, 결국 탐마삿 대학살로 처형됐다.
1976년, 1979년, 1983년, 1986년 선거에서 제2당이 되었다. 1980년대에 그 정당은 탈이념화되었다. 여당이든 연립여당의 일원이 되려고 하는 "여당"이었다. 1983년과 1986년 사이에야 제1야당이 되었다. 반한 실파아차 당시 사무총장은 "정치인에게 야당이 되는 것은 굶어 죽는 것과 같다"고 말했다.

## 2006년 쿠데타 이후
국민당은 2007년 총선에 참여해 8.87%(480석 중 37석)의 득표율을 기록, 인민권력당(전 타이락타이 당원)과 민주당에 이어 3위를 차지했다. 2008년 1월, 국민당은 인민권력당과 다른 5개 정당 연합 정부에 가입했다.
국민당은 2007년 선거 당시 부정선거 혐의로 기소된 가운데 2008년 12월 2일 헌법재판소에서 정당 간부들이 5년간 태국 정치 활동을 금지하면서 해산되었다. 정당의 비상임 의원에게는 신당이나 기존 정당으로의 탈당 60일이 주어졌다. 인민권력당과 중도주의당의 의원들은 새 정부를 구성하기 위해 인민권력당의 의원들을 고수하겠다고 발표했지만, 당 해체로 인해 그러지 못했다. 그 후 대부분의 전 인민권력당 의원들과 의원들이 2008년부터 연립 정부의 일부가 되어온 태국국민발전당을 창당하기 위해 모였다.